# Zingiberen
Zingiberen ist eine organische Verbindung und ein Naturstoff aus der Gruppe der Sesquiterpene, der in Ingwer vorkommt.

## Vorkommen

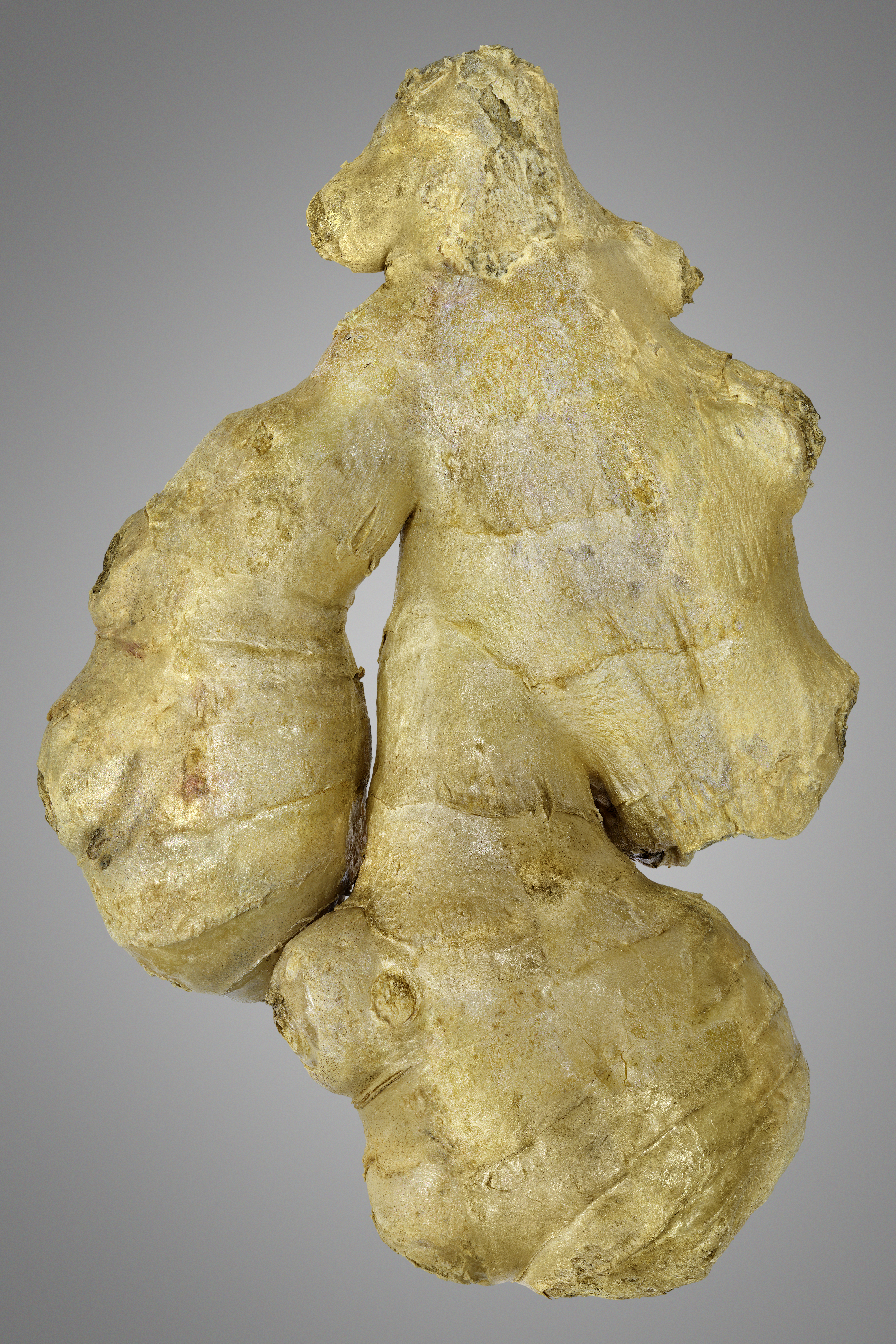
Zingiberen ist eine wichtige Aromakomponente in Ingwer

Zingiberen wurde in einer Studie an ätherischem Öl von Ingwer als dessen Hauptkomponente (27–30 %) ermittelt und trat mit geringeren Mengen Curcumen, Sesquiphellandren und Bisabolen auf. Zingiberen kommt aber auch in der Tomatenart Lycopersicon hirsutum vor. Es ist mit verantwortlich für die Widerstandsfähigkeit der Art gegen die Tomatenminiermotte und gegen Kartoffelkäfer.

## Synthese und Gewinnung
Zingiberen kann aus Ingweröl gewonnen werden. Wird dieses mit 4-Phenyl-1,2,4-triazolin-3,5-dion versetzt bildet sich in einer Diels-Alder-Reaktion ein Addukt, das leicht isoliert werden kann. Durch basische Hydrolyse kann das Zingiberen zurückgewonnen werden.